# Poleposition

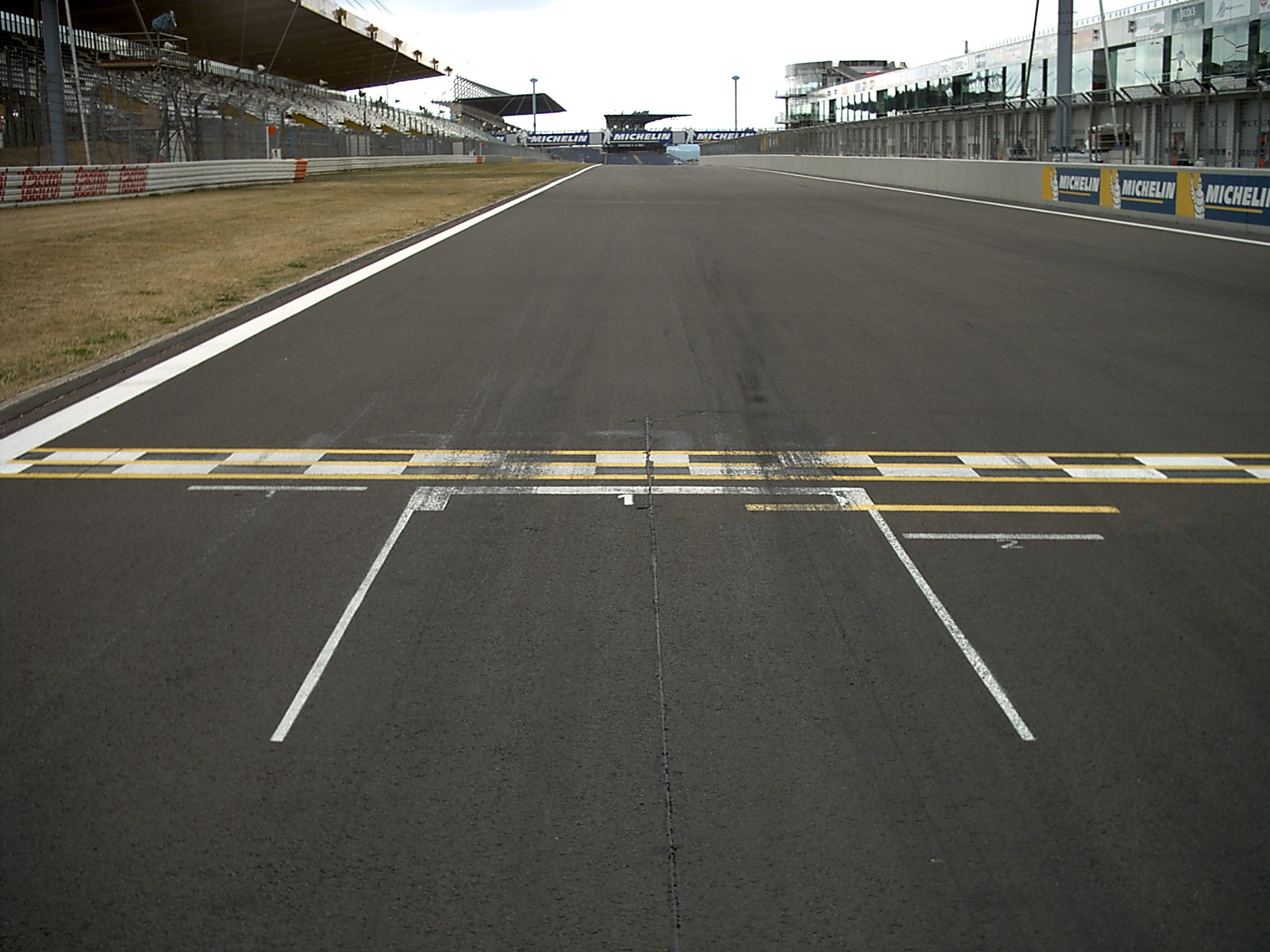
Poleposition op de Nürburgring

Poleposition of polepositie is een term uit de gemotoriseerde sporten (onder andere auto- en motorsport) die de beste startplaats voor de wedstrijd aanduidt. (De startopstelling op een circuit wordt ook wel  starting grid of "grid" genoemd.)
De coureur die van poleposition start heeft een aanzienlijk voordeel bij de start van de race. Hij hoeft zijn eerste positie alleen te verdedigen en kan (mits hij zijn positie bij de start behoudt) in eerste instantie rijden zonder rekening te houden met rijders voor zich. Op smalle circuits met weinig rechte stukken en veel bochten, zoals het circuit van de Grand Prix van Monaco, is het voordeel van een goede startpositie nog belangrijker. Het passeren van een voorgaande rijder is op een dergelijk circuit namelijk meestal erg moeilijk.
De term poleposition is afkomstig uit de paardenraces, waar de nummer één aan de binnenkant van de baan aan de binnenste paal mag starten.
In sommige sporten, zoals motorcross en rallycross, is de poleposition geen vaste plaats, maar mag de winnaar van de kwalificaties zelf de beste startplaats uitzoeken.